# ياكوف بروس
ياكوف بروس (الروسية: Брюс, Яков Вилимович) (و. 1669 – 1735 م) هو عالم فلك من الإمبراطورية الروسية. ولد في موسكو.
توفي عن عمر يناهز 66 عاماً.

## جوائز
حصل على جوائز منها:
- نيشان فرسان القديس إسكندر نيڤيتسكي
- نيشان فرسان العقاب الأبيض.